# Galtabäcksskeppet

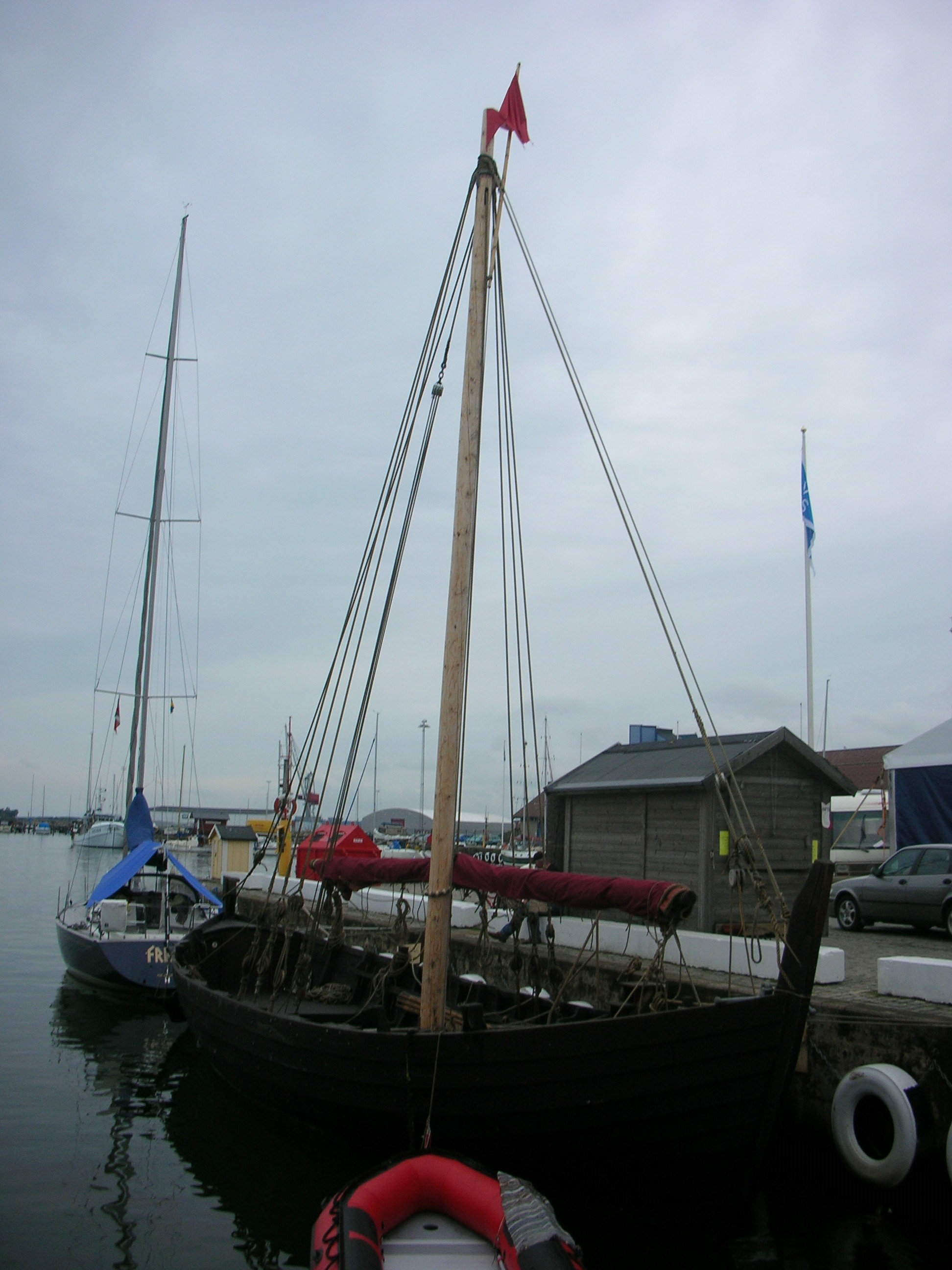
Replik av Galtabäcksskeppet, kallad Galten, i Varbergs hamn 2009.

Galtabäcksskeppet är ett arkeologiskt fynd som består av rester av en knarr, byggd för handel, inte ett vikingaskepp som man kan tro. Fyndet gjordes 1928 i Galtabäck i Halland. Platsen för fyndet ansluter till den så kallade Gamla Köpstad (troligen en föregångare till staden Varberg), där man har kunnat konstatera tidigmedeltida marknadsplatsverksamhet. Där återfanns i själva verket två fartyg, varav endast det ena utgrävdes och senare Kol-14 daterades.

## Upptäckten

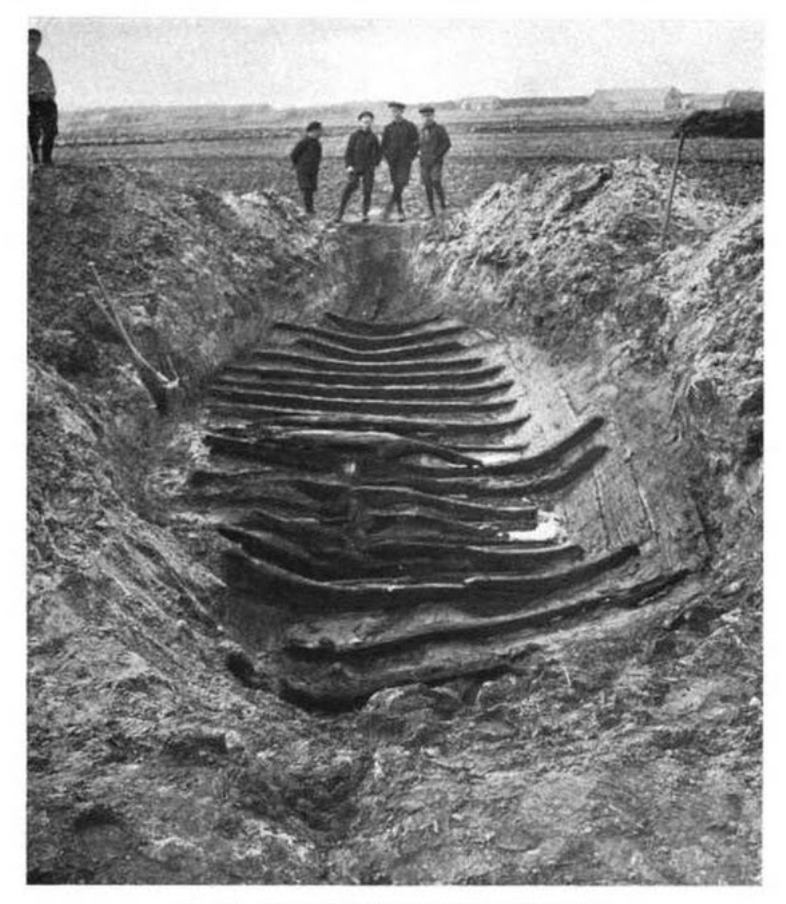
Utgrävningen av Galtabäck I 1928.

Våren 1928 hittade lantbrukaren och före detta sjömannen Oswald Styrlander ett fartyg i en åker när han grävde ett dike i närheten av Galtabäcken vid havsviken Lerjan, strax innanför Galtabäcksskär. Riksantikvarien informerades och under hans ledning grävdes skeppet ut av arkeologen Arvid Enqvist. Som geolog deltog professor Lennart von Post, ingenjör Gillis Olsson stod för konservering och ingenjör Ivan Petersson agerade skeppsbyggnadsexpert. Fyndet, som senare döptes till Galtabäck I, blev snabbt en sensation. Vissa dagar uppges över 2000 personer ha besökt fyndplatsen. Under utgrävningen fick arkeologerna veta att ännu ett skepp hade återfunnits cirka 20 år tidigare vid en annan dikesutgrävning. Även detta skepp återfanns cirka 250 meter nordväst om första fyndplatsen. Skeppet, senare döpt till Galtabäck II, grävdes delvis ut och undersöktes, men när man konstaterat att det var av samma typ lät man det ligga kvar i marken. Enligt dåtida tidningsuppgifter ska bonden som fann Galtabäck II ha brutit loss så mycket trä som möjligt för att använda som ved. Båda fynden gjordes i sandig jord varför även vissa försvunna delar kunde mätas genom avtryck.
De första utgrävningarna av Galtabäck I fokuserade på att snabbt gräva fram vraket. När arkeologer senare anlände sållade de igenom den uppkastade jorden, men enbart en fläta av bast, några glasbitar och en obearbetad bärnsten hittades.
Våren 1933 öppnades en utställning med det rekonstruerade skeppet utifrån de återfunna och konserverade delarna av Galtabäck I på Göteborgs Museums arkeologiska avdelning, idag Göteborgs stadsmuseum. Eftersom skeppet delvis var mycket dåligt bevarat blev dock rekonstruktionen baserad på antaganden.
Under perioden maj-juni 1998 genomfördes en ny utgrävning av Galtabäck II som innebar av man grävde ut ett 3x3 meters schakt centralt i skeppet. Vid denna studie, som bland annat fokuserade på skeppets utseende och typ, likheter och skillnader mot Galtabäck I och
skeppets last, fann man bland annat sädeskorn.
Sedan 2008 visas den bevarade kölen från Galtabäck I på Båtmuseet i Galtabäcks hamn. 

## Utseende
Galtebäcksskeppet var helt byggd i ek, klinkbyggt och med en T-formad köl. Båda stävarna var i dåligt skick vilket har gjort det svårt att rekonstruera skeppet. Vraket är för övrigt väldigt välbevarat.
Under bottenstockarna hittade man sädeskorn, vilket visar att lasten sannolikt var spannmål.

## Datering och ursprung
När Galtabäck I först presenterades 1933 daterades det utifrån pollenfynd och stratigrafiska studier av fyndplatsen av von Post till 400-500 e.Kr. På 1940-talet granskade Harald Åkerlund åter fyndet. Han daterade det baserat på formgivning och sågbladspår till början av högmedeltiden och föreslog ett västeuropeiskt ursprung. En C-14-undersökning på 1970-talet stödde hans datering. 1998 undersöktes Galtabäck II dendrokronologiskt, där den senaste detekterbara årsringen härstammar från 1174. Med hänsyn till nödvändig träbearbetning inom varvsindustrin uppskattas det skeppet härstamma från cirka 1195. Det använda ekträet i Galtabäck II kommer från svenska västkusten.

## Replik
I början av 2000-talet byggdes en replik av Galtabäcksskeppet av den frivilliga organisationen Galtabäcksskeppets bygglag, med stöd av Länsmuseet Varberg. Skeppsbygget var också ett arbetsmarknadsprojekt i samarbete med Arbetsförmedlingen.
Den ek som blev fartygets kölstock fälldes vid Öströö säteri. Denna transporterades till industrilokaler vid Monark i Varberg. Resterande virke som behövdes för skeppsbygget hittades vid Rydal i Marks kommun, där man fällt 40 ekar avsedda att användas vid bygget av ostindiefararen Götheborg, men som blivit över. Ekarna sågades till plankor vid Melltorps såg. Skeppets mast och rå är tillverkade av gran.
Fartyget sjösattes den 28 maj 2007 på Getterön. Den fick stå på bottnen i två veckor så att träet svällde och båten blev tät. Därefter bogserades den till Getteröns småbåtshamn, där den riggades. Repliken, som kallas Galten, är 14 meter lång och 4 meter bred. Segelytan är 70 kvadratmeter.